# Livio Loi
Livio Loi (Hasselt, 27 april 1997) is een Belgisch motorcoureur.

## Levensloop
Loi werd in 2007 kampioen in de Junior A-klasse van het Belgische Pocketbike-kampioenschap. In 2008 en 2009 won hij hetzelfde kampioenschap in de Junior B-klasse in zowel België als Nederland en werd hij tevens tweede in het Europees kampioenschap in 2009. In 2010 won hij het Europese en het Nederlandse 100cc-kampioenschap, werd hij tweede in de Italiaanse Gresini Junior Trophy en zesde in het Honda NSF-kampioenschap van Albacete. In 2011 reed hij in de Nederlandse Honda Moriwaki GP3 Junior Cup en de Moriwaki Trophy 250, die hij respectievelijk als derde en vierde afsloot. In 2012 maakte hij de overstap naar de FIM MotoGP Rookies Cup en werd elfde in het kampioenschap met een overwinning op het Automotodrom Brno.
In 2013 maakte Loi op een Kalex KTM zijn debuut in de Moto3-klasse van  het wereldkampioenschap wegrace vanaf de derde race in Spanje, omdat hij tijdens de eerste twee races nog niet de minimumleeftijd van 16 jaar had bereikt. Hij kende een rustig debuutseizoen waarin hij vier keer punten scoorde. In 2014 behaalde hij met een vierde plaats in de derde race in Argentinië zijn beste resultaat van het seizoen, maar scoorde daarna geen punten meer en vanaf de race in Indianapolis werd hij vervangen door Jorge Navarro. In 2015 keerde hij terug op een Honda bij het team RW Racing GP, waarop hij in de eerste helft van het seizoen regelmatig in de punten eindigde. Tijdens de race in Indianapolis startte hij op droogweerbanden in een race waarbij de baan na de start op begon te drogen, waar de meeste andere coureurs op regenbanden startten en later in de race andere banden lieten monteren. Door deze beslissing wist hij met bijna 40 seconden voorsprong op de nummer twee zijn eerste Grand Prix te winnen. Zodoende werd hij zestiende in het kampioenschap met 56 punten.
In 2016 kwam Loi opnieuw uit voor RW Racing GP op een Honda. Met een vijfde plaats tijdens de Grand Prix van Australië als beste resultaat werd hij achttiende met 63 punten. In 2017 stapte Loi binnen de Moto3 over naar het team Leopard Racing, dat eveneens met een Honda rijdt.
In 2018 stapt Loi binnen de Moto3 over naar het Reale Avintia Academy team. Hij reed voor het eerst in zijn Moto3 carrière met de KTM dat de mindere motor had in de Moto3 klasse in het 2017 seizoen, maar maakt een grote sprong in het 2018 seizoen. Loi haalde geen overtuigende resultaten en de samenwerking met het Reale Avintia Academy team was per direct stop gezet. Momenteel zit Loi zonder team.